# HD172546
HD172546 — хімічно пекулярна зоря спектрального класу A2, що має видиму зоряну величину в смузі V приблизно  6,2.
Вона  розташована на відстані близько 207,6 світлових років від Сонця.

## Фізичні характеристики
Зоря HD172546 обертається 
досить швидко 
навколо своєї осі. Проєкція її екваторіальної швидкості на промінь зору становить  Vsin(i)= 52км/сек.